# Martin Raška
Martin Raška (* 31. ledna 1977, Frýdek-Místek, Československo) je bývalý český fotbalový brankář, aktivní hráčskou kariéru ukončil v létě 2016 ve slovenském klubu MFK Zemplín Michalovce. Působí nyní jako trenér brankářů.

## Klubová kariéra
V ligové sezóně 2003/04 působil jako náhradní brankář v mistrovském týmu Baníku Ostrava.
Po třech sezónách v dánském klubu FC Midtjylland, kde odchytal 41 zápasů, přestoupil v roce 2010 na Slovensko do Spartaku Trnava. Nosil zde kapitánskou pásku, kterou předal Miroslavu Karhanovi, jenž se do Trnavy vrátil v roce 2011 z Německa. Před sezonou 2013/14 podepsal dvouletý kontrakt s následnou opcí v MFK Zemplín Michalovce. S Michalovcemi zažil v sezóně 2014/15 postup do 1. slovenské ligy. Hráčskou kariéru ukončil po sezóně 2015/16, poté se naplno věnoval roli trenéra brankářů.

## Trenérská kariéra
Role trenéra brankářů se ujal již během angažmá v MFK Zemplín Michalovce. V létě 2017 odešel do DAC Dunajská Streda, společně s ním přišel na Žitný ostrov i brankář Patrik Macej.